# Provincia de Vilcashuamán
La provincia de Vilcashuamán o Vilcas Huamán es una de las once que conforman el departamento de Ayacucho en el sur del Perú. Limita por el norte con la provincia de Huamanga, por el este con el departamento de Apurímac, por el sur con la provincia de Sucre y por el oeste con la provincia de Víctor Fajardo y la provincia de Cangallo.

## Fecha de creación
La provincia fue creada el 24 de septiembre del año 1984, en el segundo mandato presidencial de Fernando Belaúnde Terry.

## División administrativa
La provincia tiene una extensión de 1178,16 km² y se encuentra dividida en 8 distritos:
- Vilcashuamán
- Accomarca
- Carhuanca
- Concepción
- Huambalpa
- Independencia
- Saurama
- Vischongo

## Población
La provincia tiene una población aproximada de 27 247 habitantes.

## Capital
La capital de la provincia es la ciudad de Vilcashuamán. Ubicada a 13° 39´ 03” S y 73° 57´ 08” O, se encuentra a 3470 m s. n. m.

## Autoridades

### Regionales
- Consejero regional
  - 2019-2022:[3] Mario Benigno Valdez Ochoa (Movimiento Regional Gana Ayacucho)

### Municipales
- 2019-2022[3]
  - Alcalde: Agliberto Martínez Buitrón, del Movimiento Regional Gana Ayacucho.
  - Regidores:

  1. Juan William Gutiérrez Mendoza (Movimiento Regional Gana Ayacucho)
  2. José Luis Gutiérrez Andrade (Movimiento Regional Gana Ayacucho)
  3. Sonia Ñaupas Najarro (Movimiento Regional Gana Ayacucho)
  4. Ada Paucar Barrientos (Movimiento Regional Gana Ayacucho)
  5. César Nilo Landeo Sulca (Qatun Tarpuy)

### Policiales
- Director territorial: Coronel PNP Pedro Herán Benites

## Festividades
- Virgen del Carmen
- Vilcas Raymi